# 5740 Toutoumi
5740 Toutoumi eller 1989 WM3 är en asteroid i huvudbältet som upptäcktes den 29 november 1989 av den japanska astronomen Yoshiaki Oshima vid Gekko-observatoriet. Den är uppkallad efter det tidigare japanska distriktet Tōtōmi.
Asteroiden har en diameter på ungefär 8 kilometer.